# Джерело № 1 (Новоселиця, Тячівський район)
Джерело № 1 — гідрологічна пам'ятка природи місцевого значення в Україні. Об'єкт природно-заповідного фонду Закарпатської області. 
Розташована в межах Тячівського району Закарпатської області, на північний захід від центральної частини села Новоселиця (вул. Заріка, урочище «Солоний»). 
Площа 3 га. Статус отриманий згідно з рішенням від 23.10.1984 року № 253. Перебуває у відання Новоселицької сільської ради. 
Статус надано для збереження джерела мінеральної води. Вода хлоридно-натрієва. Використовується для лікування захворювань нервової системи та опорно-рухового апарату.